# Chiesa di San Jacopo (Prato)
La ex-chiesa di San Jacopo di Prato sorge in via San Jacopo.

## Storia e descrizione
Costruita nel 1140 dal pievano di San Giusto in Piazzanese per riscuotere le decime dai molti parrocchiani inurbati (provocando una lunga lite col proposto di Santo Stefano, l'attuale duomo), fu soppressa nel 1783 e sconsacrata.
Conserva il paramento esterno in pietra alberese, soprelevato nell'Ottocento, con un portale architravato con un ampio arco di scarico soprastante.
Oggi è adibito ad abitazioni e all'interno notevoli resti di affreschi dal primo Trecento (una Santa Margherita) al Quattrocento. Talvolta l'aula della chiesa viene usata per esposizioni.